# パランカラヤ
パランカラヤ(英語：Palangka Raya、ジャウィ文字: ڤالاڠکارايا‎)は、インドネシアのカリマンタン島中部カリマンタン州の都市であり、同州の州都である。カハヤン川とサバンガウ川の間に位置する。最寄りの空港はトゥジリク・リウトゥ空港である。首都移転先の候補地とされたことがあった。

## 歴史
1957年5月23日、中部カリマンタン州が創設された。初代大統領のスカルノが、新設した州の州都として機能するように街の建設を開始した。当初はジャカルタに代わるインドネシアの首都として、その機能を移転させる計画であった。この計画を補助するために、大インドネシアを象徴する建物が多く建てられた。例えば、中心部のBundaran Besar（大環状交差点）と繋がる8本の道路は、インドネシアの8大島（ジャワ島、スマトラ島、スラウェシ島、カリマンタン島、バリ島、ヌサ・トゥンガラ諸島、ニューギニア島）を表す。7月17日、スカルノ大統領が着工式を行った。

## 語源
「パランカ」はダヤク・ンガジュ語で「聖地」を表し、「ラヤ」はサンスクリット語で「広大な」を表す。すなわち「パランカラヤ」は「広大な聖地」を表す。

## 行政区画
2001年の地方分権以前、パランカラヤには Pahandut と Bukit Batu の2つの区があった。現在は Pahandut、Jekan Raya、Bukit Batu、Sebangau、Rakumpit の5つの区からなる。

## 食文化
パランカラヤ料理には「juhu asem patin baung」（トムヤムクンに似た香りのする、ナマズと香草のシチュー）や「pais patin」（バナナの葉で蒸焼きにしたナマズ）、「patin bakar」（焼きナマズ）、「nasi kuning」（黄色い米）、「juhu tana」（籐のshootsの苦い薬用スープ）、「soto banjar」、「ketupat kandangan」等が有る。日本食のすき焼きや東洋料理も人気がある。

## 言語
パランカラヤ市民の多くは、公的な場所ではインドネシア語を話す。それ以外ではダヤク語を話す。ダヤク語はDayak Ngaju語やDayak Maanyan語等に細分化される。

## 地理

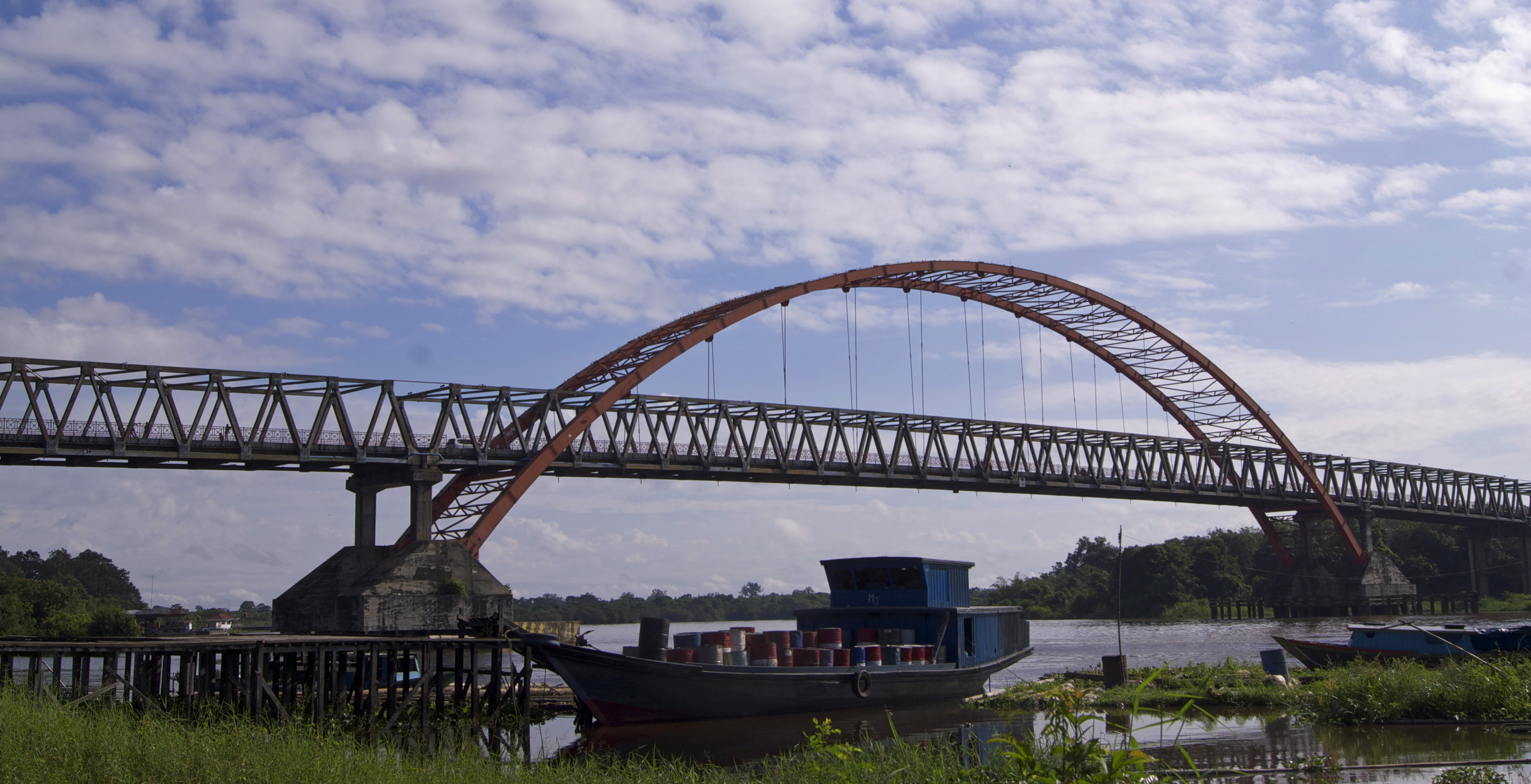
Kahayan橋

Nyaru Menteng Orangutan Rescue and Rehabilitation Centreがパランカラヤの近くにある。この施設は、1988年に中央カリマンタン州森林地域部が設置した。Nyaru Menteng Arboretumの境界の中に有り、62.5haのボルネオ泥炭沼森の生態系から成る。ボルネオ・オランウータン生存財団が運営しており、en:Lone Drøscher Nielsenが設立、管理している。

## 航空学校
インドネシアでは高い経済成長率によって飛行機で旅行できる中間所得層が急増し、軍民両方で操縦士の需要が高まっている。パランカラヤの広く澄んだ空を求めて、Lion Air付属航空学校が設立された。学校建設は2013年2月15日に州知事のDR.Agustin Teras Narangが開始し、既に完成している。このAngkasa航空学校はセスナ14機とダグラス DC-3127機を保有する。少なくとも年間50～70人の候補生を育成できる。

## 姉妹都市
- スマラン、インドネシア・中部ジャワ州州都
- ヤンゴン、ミャンマー

## 参考資料
1. ↑  “Tjilik Riwut”.   World Aero Data. 2014年1月19日閲覧。
2. ↑  Asal-Usul Nama Palangkaraya https://antarinformasi.blogspot.com/2012/11/asal-usul-nama-palangkaraya.html
3. ↑  http://www.palangkaraya.go.id/pemerintahan/kecamatan.html
4. ↑  Good Morning Kalimantan http://press.discovery.com/asia-pacific/apl/programs/good-morning-kalimantan/
5. ↑  http://www.adb.org/countries/indonesia/economy
6. ↑  Lion Air Bangun Sekolah Pilot di Palangkaraya
http://www.tempo.co/read/news/2013/02/15/058461538/Lion-Air-Bangun-Sekolah-Pilot-di-Palangkaraya
7. ↑  Lion Group's Angkasa Aviation Academy Gets Second Campus http://www.lionair.co.id/News.aspx?ID=5